# Pavlova
La pavlova è una torta originaria della Nuova Zelanda e dell'Australia.
Secondo l'ipotesi più accreditata, questo dolce sarebbe stato creato nel 1926 dallo chef di un hotel a Wellington, in Nuova Zelanda, e così chiamato in onore della ballerina Anna Pavlova. L'attribuzione dell'invenzione, tuttavia, non è pacifica e alcune ricerche suggeriscono che possa essere nata in Australia nello stesso periodo, ferma restando la dedica al nome della ballerina, che allora era in tour nei due paesi oceanici: infatti un'altra versione vuole che Berth Sachse, pasticciere di un hotel a Perth, proprio per omaggiare la bellezza e la leggiadria della danzatrice, avrebbe inventato questo dolce a partire da ingredienti pasticceri che erano avanzati dopo alcune preparazioni.
Costituita da una base di meringa morbida dentro e croccante fuori, una copertura di panna (o crema chantilly in certe versioni) e frutta, è un dolce molto appariscente e sfarzoso, consigliato soprattutto in occasione di importanti avvenimenti o festività. Gli ingredienti possono variare in base ai gusti personali e alla stagione.
La pav, com'è soprannominata, è un piatto popolare e un elemento importante della cucina nazionale sia australiana che neozelandese, e con la sua ricetta semplice viene spesso servita come dessert festivo. È un dolce che si identifica maggiormente con il periodo estivo ed è comunemente consumato in quel periodo, che nell'emisfero australe coincide anche col periodo natalizio; tuttavia, in molte case australiane e neozelandesi viene consumato anche durante il resto dell'anno.

## Origini

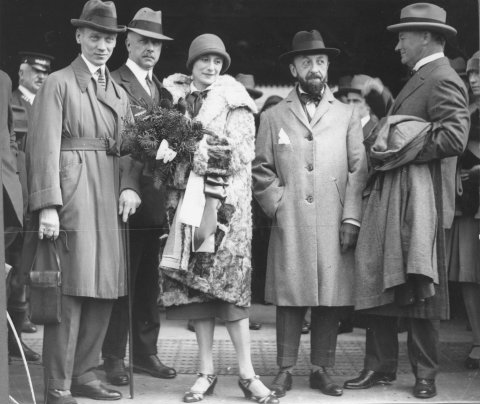
Anna Pavlova fotografata all'arrivo a Sydney con la compagnia di ballo durante il suo tour australiano nel 1926, periodo in cui sarebbe nata la torta a lei dedicata.

La storia di questa torta è complessa, dibattuta e sotto molti aspetti confrontabile con quella di altri prodotti simili nel mondo.
Per le prime fasi della pavlova si deve andare in Australia, dove sono state trovate ricette per un piatto molto simile risalenti al 1906, sebbene questo piatto fosse chiamato solo cream cake e non portasse ancora l'appellativo di "Pavlova".
Una ricetta per un dolce chiamato Strawberries Pavlova, cioè una specie di pavlova con le fragole, apparve sul New Zealand Herald in data 11 novembre 1911, ma si trattava di una sorta di ghiacciolo o sorbetto.
In un ricettario del 1922, scritto da una certa Emily Futter e intitolato Australian home cookery, si trovava una ricetta chiamata Meringue with Fruit Filling, ossia "Meringa con ripieno di frutta". Questa è la prima ricetta conosciuta in cui si descriva il procedimento per preparare un dolce del tutto somigliante alla pavlova come la si conosce oggigiorno, anche se questo dessert non era ancora conosciuto col nome della celebre ballerina.
La prima ricetta conosciuta per un dolce realmente denominato "Pavlova" proviene dall'Australia, pubblicata nel 1926 dalla società "Davis Gelatine" a Sydney. Tuttavia, questa volta il problema era il dolce stesso: era una gelatina a più strati, e non il classico dolce di meringa, panna e frutta.
Helen Leach, antropologa dell'alimentazione all'Università di Otago, afferma che la prima ricetta di una vera e propria Pavlova cake dalla Nuova Zelanda è datata al 1929. Ciononostante, una ricetta datata 1927, sempre neozelandese, sembra essere documentata e già con la denominazione "Pavlova". Non ci sono dubbi, invece, sulla pubblicazione di una ricetta per la classica pavlova sul quotidiano di Dunedin «The Evening Star» in data 10 novembre 1934.
Nel 1933 venne pubblicata una ricetta della versione a strato unico della Pavlova cake, pubblicata nel ricettario Rangiora Mother's Union Cookery Book of Tried and Tested Recipes dell'Unione delle madri di Rangiora del 1933, ripubblicato a scopo di raccogliere fondi per la chiesa locale, due anni prima che una ricetta simile venisse pubblicata in Australia. La ricetta differiva da quella attuale in quanto gli ingredienti previsti nella preparazione erano "due albumi d'uovo, zucchero e farina di mais, senza aceto, "da cuocere su una teglia per panini". Un anno dopo, una ricetta della Pavlova cake contenente "quattro albumi d'uovo, una tazzina di zucchero e un cucchiaino d'aceto, da cuocere su una teglia rotonda" apparve nel settimanale New Zealand Woman's Weekly.
È stato sostenuto con forza che fu Berth Sachse a creare il piatto presso l'"Esplanade Hotel" di Perth, nell'Australia Occidentale, nel 1935. A difesa della presunta paternità dell'invenzione del dolce, un parente di Sachse scrisse a Leach ipotizzando che Sachse avesse accidentalmente riportato la data della ricetta in maniera sbagliata, al che Leach rispose che non si sarebbero trovate prove a favore della rivendicazione «perché [la ricetta] non compare nei libri di cucina in Australia fino agli anni Quaranta». Tuttavia, sembra che Leach non abbia ragione: una ricetta per una Pavlova cake canonica è stata pubblicata dal tabloid tasmaniano «The Advocate» nel 1935, e un numero del 1937 della rivista «The Australian Women's Weekly» contiene una ricetta per una Pavlova sweet cake, una versione "zuccherina" della torta. Inoltre, in una pubblicità del 1935 in cui si mostra un anello per torte fatto di cromo, strumento che era usato per evitare che l'impalcatura croccante si crepasse e il dolce crollasse, si riferisce che la dicitura "Pavlova cake" aveva già una certa diffusione ad Auckland in quel momento. In conclusione, pare improbabile che Sachse sia l'inventore: le ricette del 1929 citate da Leach e le versioni e i riferimenti alla torta della prima metà degli anni Trenta, come le meringhette, ne sarebbero la prova.

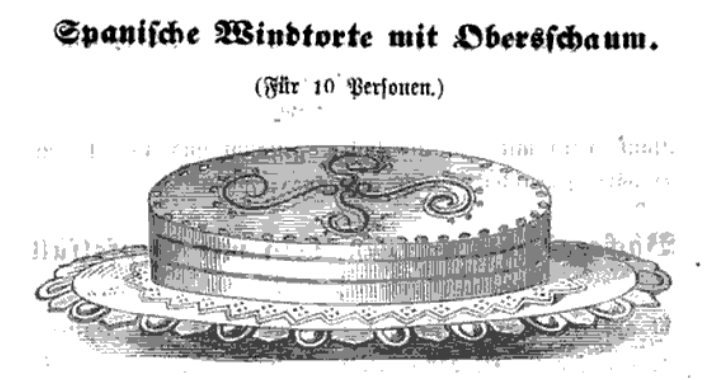
Disegno, forse realizzato a Vienna intorno al 1865, che riproduce una Spanische Windtorte mit Obersschaum, cioè "con una mousse in cima", in questo caso alla panna.

Alcuni esperti asseriscono che le origini della pavlova sono da ricostruire al di fuori sia dell'Australia che della Nuova Zelanda. Una ricerca condotta dal neozelandese Andrew Paul Wood e dall'australiana Annabelle Utrecht ha scoperto che le origini della moderna pavlova potrebbero essere ricondotte all'austriaca Spanische Windtorte, ora diffusa in Austria, Germania e altri paesi e che avrebbe fatto da modello per il dolce oceanico: essa sarebbe stata portata negli Stati Uniti da immigrati germanofoni - in prevalenza tedeschi - che avrebbero introdotto dolci tipici delle loro terre composti da meringa, panna montata e frutta, chiamati schaum torte ("torta con mousse; spumosa, meringata") e baiser torte ("torta meringata, con albumi montati a neve e zucchero a velo"); in seguito, attraverso degli imballaggi di amido di mais americano che includevano ricette per queste "meringhe", questi dolci, compresa la Spanische Windtorte, sarebbero stati esportati e sarebbero approdati in Nuova Zelanda sul finire dell'Ottocento.
Michael Symons, uno studioso australiano divenuto poi ricercatore in Nuova Zelanda, suggerisce, in ottica sociologica, che la pavlova non abbia un luogo di nascita ben definito. Piuttosto, le variegate ricette pubblicate rivelerebbero il complesso processo di "invenzione comunitaria e sociale", con l'esperienza culinaria che farebbe, sotto un ventaglio di nomi diversi, la spola attraverso i due paesi e creerebbe un "intreccio folclorico". Ad esempio, gli australiani avrebbero "battuto" i neozelandesi nella creazione di una ricetta della pavlova nota come Meringue Cake: l'illusione di qualche particolare invenzione potrebbe essere spiegata distinguendo un secondo e connesso livello di "costruzione sociale", in cui cuochi, consumatori e scrittori avrebbero sancito un nome e dei miti per produrre un concetto solido e ampiamente diffuso che apparisse così ingannevolmente distinto da dover avere avuto un preciso momento di creazione, e quindi di attribuzione.
Matthew Evans, critico gastronomico per il Sydney Morning Herald, constata che sarà veramente difficile trovare mai una risposta definitiva sulle origini del dessert: "La gente fa meringhe con la panna da tanto tempo, non credo che l'Australia o la Nuova Zelanda siano state le prime a pensare di fare una cosa del genere", ha detto.

## Preparazione e consumo
La pavlova è preparata in maniera simile alla meringa. Gli albumi (e talvolta anche il sale) vanno sbattuti nel momento in cui abbiano una consistenza decisamente compatta e a temperatura ambiente, aggiungendo gradualmente zucchero semolato prima di incorporare aceto o succo di limone (o un altro acido), amido di mais (conosciuto anche come maizena) ed essenza di vaniglia (ancora meglio è la bacca di vaniglia). Il composto di meringa in seguito deve essere posto su un rettangolo di carta da forno e modellato per far acquisire alla torta una forma rotonda o rotondeggiante di circa 20 cm di diametro, con un centro leggermente incassato (il cosiddetto nido) in cui verranno accolti frutti e guarnizioni. La meringa va poi cotta a forno basso (consigliabile una temperatura nell'intervallo 120-150 °C) per 45-60 minuti, quindi lasciata in forno a raffreddare e asciugare, di solito nottetempo.
La pavlova ha una copertura esterna croccante e un nucleo morbido, umido e farcito simile a un marshmallow, in contrasto con la meringa che di solito è solida. A volte si pensa che l'aggiunta di farina di mais sia la causa del centro soffice e molle, anche se è molto probabile che la farina di mais sia solo un altro stabilizzante dell'albume utile a prevenire degradazioni, oltre alla componente acida.

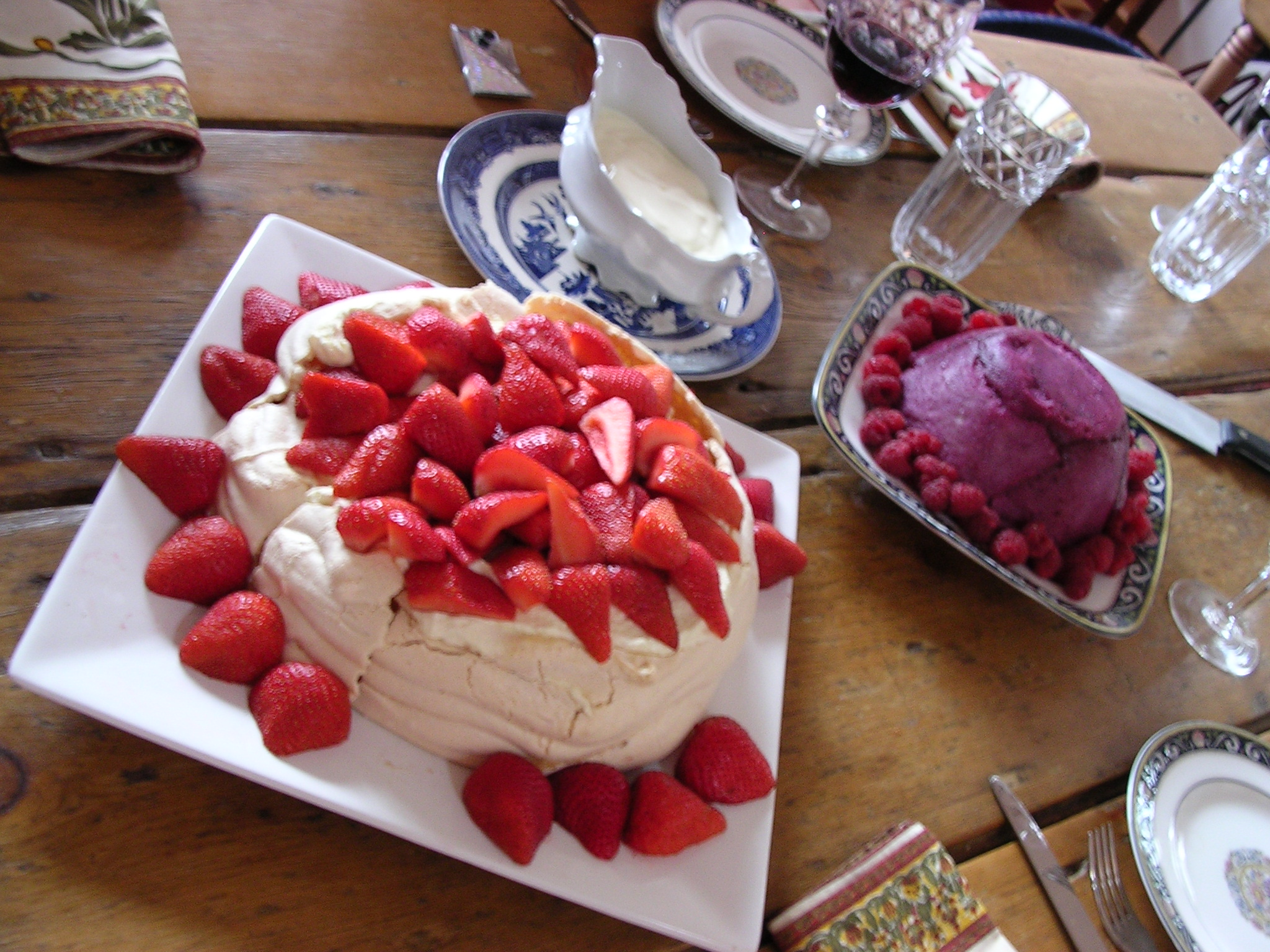
Una tipica pavlova natalizia australiana guarnita con fragole.

La pavlova è tradizionalmente decorata con una guarnizione di panna montata, frutti di bosco freschi e altri frutti dolci come kiwi, frutto della passione e fragole, ma comunque è molto libera e personale, tanto che vengono anche vendute torte con impasti industriali semplicemente da infornare e a cui poi saranno da aggiungere decorazioni e rifiniture a piacere.
La pavlova guarnita che sia avanzata può essere conservata in frigorifero durante la notte, ma il dessert assorbirà l'umidità e perderà la sua croccantezza. È sconsigliabile congelare il dolce. La pavlova non ancora perfezionata può essere lasciata una notte in forno, oppure per più giorni in un contenitore ermetico, per essere decorata una volta pronta.
La guarnitura con le fragole è quella tradizionalmente natalizia, e siccome il Natale australiano è caldo, il dessert, vero simbolo delle feste, è servito ben refrigerato.

## Galleria d'immagini
Alcune varianti della torta "Pavlova" con frutta.

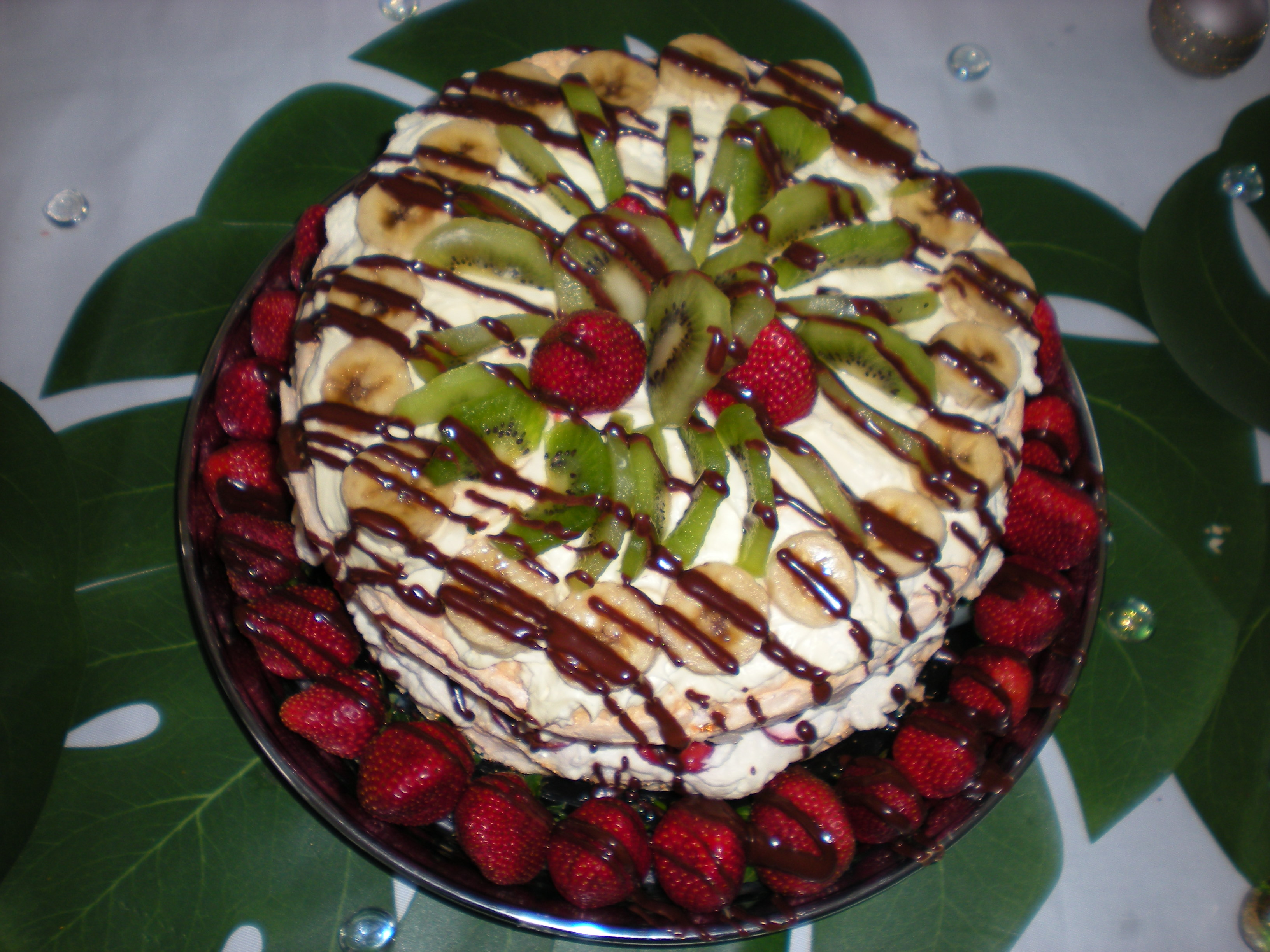
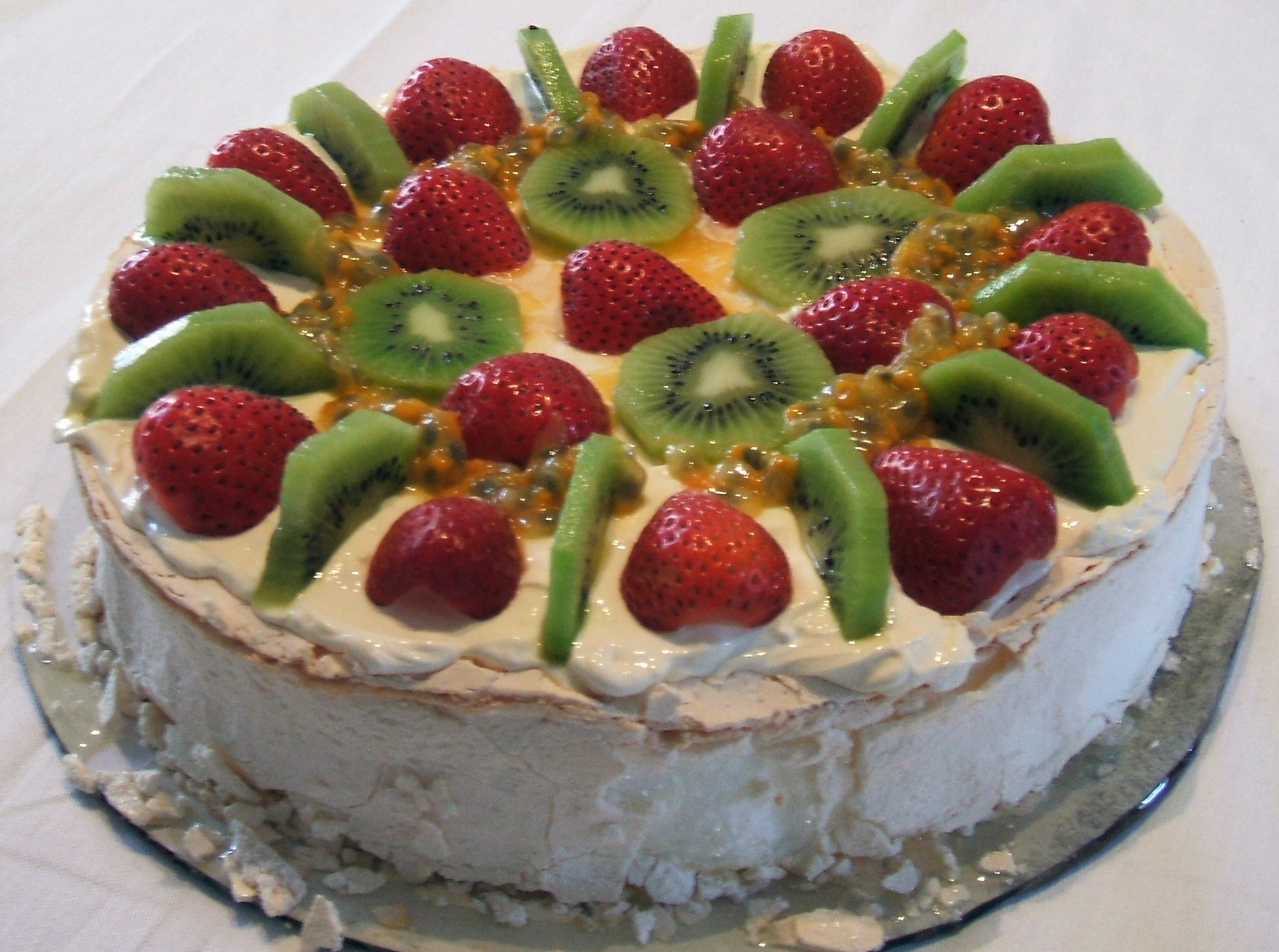
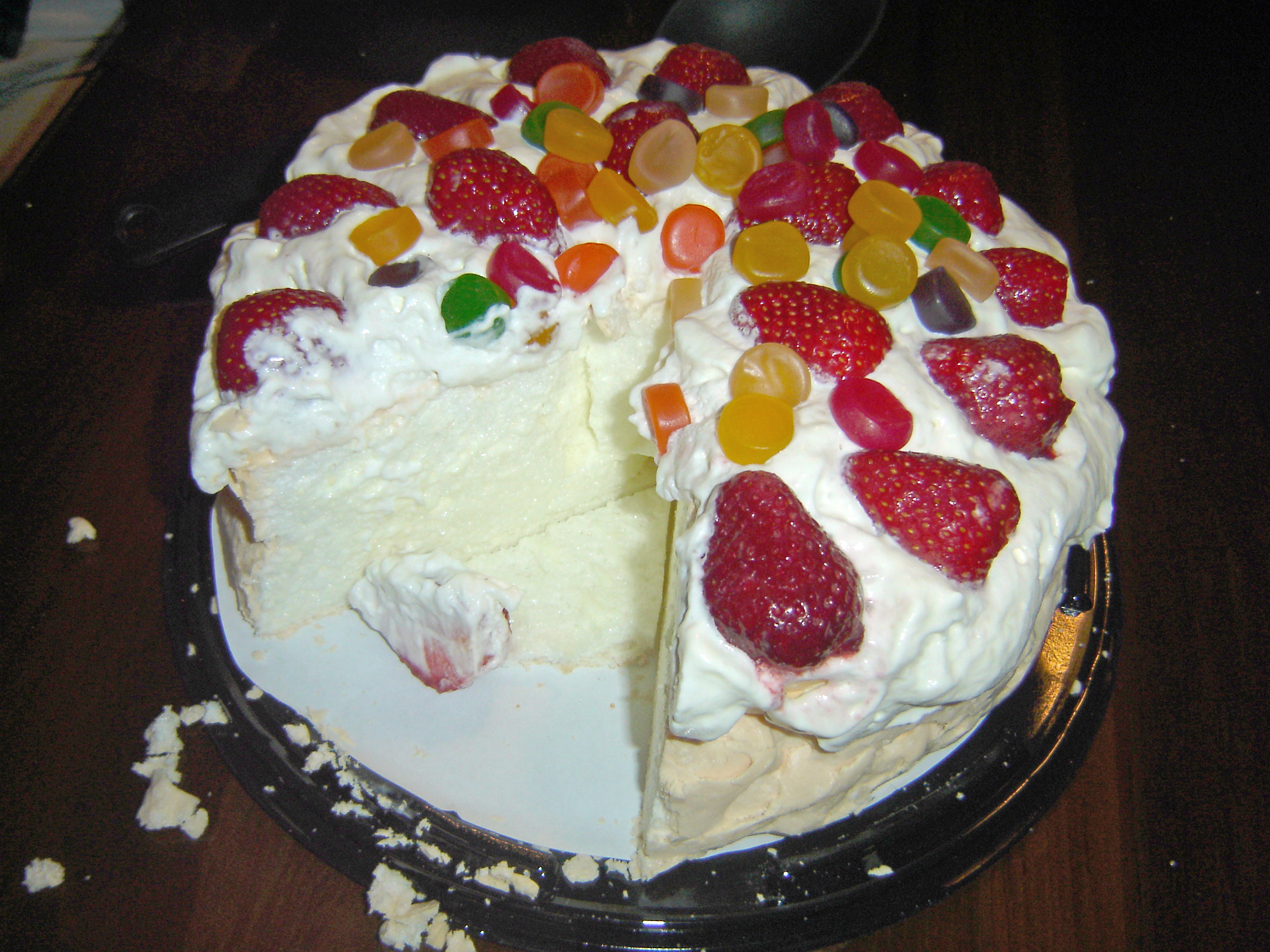